# Kepler-57b
Kepler-57b es uno de los dos planetas extrasolares que orbitan la estrella Kepler-57. Fue descubierta por el método de tránsito astronómico en el año 2012. Kepler-57b ha sido descubierto por el telescopio espacial Kepler y fue clasificado inicialmente como candidato a planeta. Transita su estrella cada 5,73 días durante 1,1185 horas. Periódicas variaciones temporales de tránsito confirman su naturaleza planetaria.